# 细裂槭
细裂槭（学名：Acer stenolobum），为槭树科槭属下的一个植物变种。